# Sainte-Fontaine
La sainte-Fontaine ou oratoire de la Sainte Fontaine est une fontaine située en France sur la commune de Flaxieu, dans le département de l’Ain en région Auvergne-Rhône-Alpes.
Elle fait l'objet d'une inscription au titre des monuments historiques depuis le 9 juillet 1926.

## Description
La fontaine est située dans le département français de l'Ain, sur la commune de Flaxieu. L'édifice est inscrit au titre des monuments historiques en 1926.
Son origine est incertaine même si l'époque gallo-romaine est parfois évoquée,. Par le passé son eau était  supposée avoir certaines vertus — comme en témoigne une inscription sur le monument —. Le monument lui-même date du XVe siècle et a été construit à l'initiative d’Aymon de Montfalcon,.
En 1986, la fontaine est restaurée.